# Wasserburg Buchau
Die Wasserburg Buchau ist eine spätbronzezeitliche Feuchtbodensiedlung am Federsee, die rund zwei Kilometer südöstlich der heutigen Stadt Bad Buchau im baden-württembergischen Landkreis Biberach liegt.

## Forschungsgeschichte

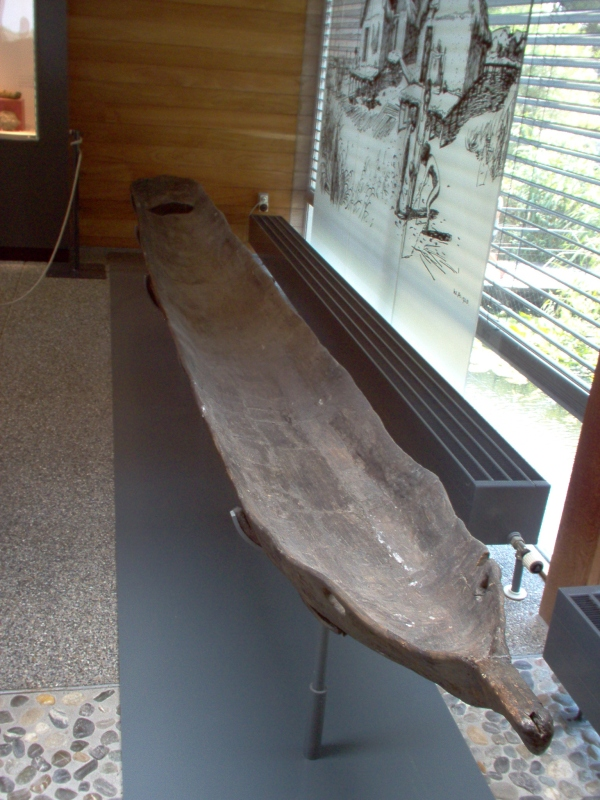
Bei Ausgrabungen an der Wasserburg Buchau gefundener Einbaum, ausgestellt im Federseemuseum Buchau

Die Anlage wurde 1920 bis 1928 und 1936 durch Hans Reinerth ausgegraben. Reinerth veröffentlichte jedoch nie eine umfassende wissenschaftliche Publikation. Die originalen Grabungsunterlagen waren bis zu Reinerths Tod 1990 für die Fachwelt nicht zugänglich.
In der jüngeren Forschung werden einige seiner Rekonstruktionen und Schlussfolgerungen angezweifelt. Umstritten ist unter anderem die von Reinerth festgestellte Insellage der Siedlung. Bereits Oscar Paret vermutete die Siedlung abseits des Sees in einem ausgedehnten Moorgebiet. Diese Schlussfolgerung beruhte auf der anerkannten Tatsache, dass der Federsee zur Bronzezeit einen sehr niedrigen Wasserstand und damit Umfang hatte.
1927 wurde die archäologische Ausgrabung in einem der ersten deutschen Dokumentarfilme, „Ausgrabungen auf der Wasserburg Buchau“, festgehalten. Dem war ein im Sommer 1920 gedrehter Stummfilm, heute ein einzigartiges Dokument aus den Anfängen des Filmschaffens, mit urig aussehenden Schauspielern vorausgegangen, die das Haus im „Wilden Ried“, eine Rekonstruktion der Bronzezeit am Federsee, belebten.
Seit 1998 führt das Forschungsinstitut des Pfahlbaumuseums Unteruhldingen in Zusammenarbeit mit dem Landesdenkmalamt Baden-Württemberg eine Auswertung der Grabungsunterlagen durch, welche auch durch Sondiergrabungen begleitet wurde.

## Siedlung
Die Siedlung entstand um 1100 v. Chr. und war mit einem im Osten dreifach gestaffelten Palisadenring befestigt. Die Befestigung grenzt eine Siedlungsfläche von 118 × 151 Meter ein. Es konnten zwei Bauphasen nachgewiesen werden. Die ältere Besiedlung bestand aus 38 kleinen Häusern mit einer Grundfläche von 5 × 5 Meter, welche ein Haufendorf bildeten. Die jüngere Siedlung bestand (nach Reinerth) aus neun dreiflügeligen Gebäudekomplexen, welche im Mittel etwa 100 m² beanspruchten. Diese jüngere Siedlung ging um 800 v. Chr. durch einen Großbrand zugrunde.

## Befundsicherung und Fundverbleib
Das Fundmaterial der Ausgrabungen befindet sich in der Sammlung des Landesmuseums Württemberg in Stuttgart und im Federseemuseum von Bad Buchau.

### Tierische und pflanzliche Funde
Tierische und pflanzliche Reste erlauben Rückschlüsse auf das Leben, die Umwelt und die Speisegewohnheiten unserer Vorfahren vor annähernd 3000 Jahren. Archäobotanische Analysen der Funde aus der bronzezeitlichen Feuchtbodensiedlung liefern eine breite Palette von Fakten, die sich aus den pflanzlichen Resten und auch mitunter aus kleinsten, schwer erkennbaren Spuren ablesen lassen. Selbst unscheinbare Spuren von Tierknochen und Blütenstaub oder auch Jahresringe in alten Hölzern ermöglichen den archäologischen Wissenschaftlern, Rückschlüsse über Landwirtschaft, Klima und Umwelt in früheren Zeiten zu ziehen und ein umfassendes Bild der Natur- und Kulturlandschaft in der Bronzezeit zu erstellen. In den Sedimenten des Moores der archäologischen Fundschichten fanden sich unzählige botanische Makroreste, die im Labor mit archäobotanischen Analyseverfahren entschlüsselt wurden. Der feuchte Moorboden hat tierische und botanische Reste über Jahrtausende erhalten, die Hinweise auf die Ernährungsgrundlagen unserer Vorfahren geben, aber auch Aussagen zur Sammelwirtschaft und zum Ackerbau ermöglichen. Es konnten bislang rund 20.000 bestimmbare Pflanzenreste identifiziert werden. Allen voran bildeten Dinkel, Gerste und Hirse die Grundlage für Brot und Brei; Schlafmohnsamen, Beerenobst und Blattsalat zählen ebenfalls zu den wichtigen Bestandteilen der Ernährung.

### Menschliche Funde
Zwischen 1920 und 1938 wurden hier während der ersten Grabung die Schädel von sechs Individuen, fünf Kindern und Jugendlichen und einer Frau, in regelmäßigen Abständen entlang der Palisade entdeckt, die entgegen der gängigen Praxis der Urnenfelderkultur nicht verbrannt worden waren. Verletzungen an den beiden erhaltenen Schädeln weisen darauf hin, dass diese absichtlich und in erhöhter Position mit einem stumpfen bzw. halbscharfen Instrument, etwa einem Knüppel oder einer Hacke, beigebracht und die Schädel anschließend in regelmäßigen Abständen deponiert wurden. Inzwischen nimmt man nach einer neuen Untersuchung von 1998 an, dass es sich hier möglicherweise um kultisch bzw. magisch-rituell motivierte Handlungen etwa zur Abschreckung oder zum Schutz handelte, wofür auch die Zusammensetzung der Gruppe spräche. Tatsächlich finden sich in der späteren Bronzezeit Belege, etwa auf der Schwäbischen und Fränkischen Alb, dass Menschenopfer üblich waren, wobei typischerweise vor allem Überreste von Frauen, Kindern und  Jugendlichen vorherrschen wie im vorliegenden Falle auch.